# Geevarghese Mor Divannasios
Geevarghese Mor Divannasios – duchowny Malankarskiego Syryjskiego Kościoła Ortodoksyjnego, będącego częścią Syryjskiego Kościoła Ortodoksyjnego, od 2004 biskup Simhasana..